# Ralph Hawkins
Ralph Hawkins (1934 – 9 de setembro de 2004) foi um treinador de futebol americano. Ele trabalhou por 35 anos na National Football League para nove times.
Hawkins faleceu devido a complicações da doença de Pick, da qual era portador.